# Galeri Tràcal
Galeri Tràcal (en llatí Galerius Trachalus) va ser un magistrat romà del segle i.
Va ser cònsol l'any 68 juntament amb Sili Itàlic. Era parent de Galèria Fundana, l'esposa de Vitel·li. Quan el seu marit va pujar al tron, Galèria el va protegir, ja que Galeri Tràcal havia estat denunciat.
Quintilià, contemporani seu, el menciona sovint i diu que era un dels oradors més distingits del seu temps. Tàcit parla d'un informe que diu que Tràcal havia escrit els discursos de l'emperador Otó, però els discursos d'Otó que reprodueix Tàcit van ser escrits per l'historiador, no per Tràcal.